# José Neglia
José Neglia (San Martín, Provincia de Buenos Aires, 2 de abril de 1929- 10 de octubre de 1971) fue un importante bailarín de ballet que junto a su compañera Norma Fontenla, hizo popular la danza clásica en Argentina.

## Historia
Ya de pequeño demostró interés por el baile, razón por la cual inició sus estudios de danza clásica, a los 12 años, en la escuela de Michel Borowski. Allí demostró tener sobradas aptitudes para la danza, y sus acelerados progresos le permitieron continuar en esa actividad y ser aceptado en la Escuela de baile del Teatro Colón de (Buenos Aires, Argentina, donde tuvo como docente a Gema Castillo. Fue tal el crecimiento en su carrera que le posibilitó acceder a ser el primer bailarín del cuerpo estable del ballet clásico de dicho teatro. A partir de entonces comenzó una carrera interesante y ascendente, actuando en diversos escenarios nacionales e internacionales con gran aceptación del público.
Fue distinguido con premios en distintas oportunidades, pero el más importante de ellos fue el otorgado por la Asociación Internacional de Danza, en París, donde recibe el premio Nizhinski, que le permitió acceder al reconocimiento mundial en el ámbito del ballet clásico. También en 1968 le fue otorgada en Francia la "Estrella de Oro", por considerársele el mejor bailarín del VI Festival de Danza de París. Su carrera continuó con éxito, y se presentó en distintos teatros; en espectáculos con fines culturales; y en giras de promoción y difusión de la danza clásica.

## Papeles destacados
Se destacó en la interpretación de muchos papeles, sobresaliendo en los realizados en los ballets detallados a continuación: "Hamlet"(Laertes); "Scarlattiana" (el pastor); "Bolero de Ravel"; "Las criaturas de Prometeo"; "Orfeo"; "Romeo y Julieta"; "El niño brujo"; "Usher"; "Ajedrez"; "Juego de Cartas" (con el ballet de Margarita Wallman) y "Blancanieves"; entre otros.

## Tragedia
Cuando por razones artísticas se trasladaba en avión junto al cuerpo estable de baile del Teatro Colón, la aeronave se precipitó a las aguas del Río de la Plata, ocasionándole la muerte a él y a todos sus compañeros. El hecho acaeció el 10 de octubre de 1971, razón por la cual, en Argentina, se instituyó esa fecha para conmemorar el Día Nacional de la Danza.
Fallecieron junto a él los siguientes integrantes del cuerpo de ballet del Teatro Colón: Norma Fontenla (primera bailarina), Antonio Zambrana, Carlos Santamarina, Carlos Schiaffino, Margarita Fernández, Martha Raspanti, Rubén Estanga y Sara Bochkovsky.
Sus restos fueron cremados por petición suya.